# Zekuu
Zekuu (是空?) är ett studioalbum av den japanska rockgruppen MUCC, släppt i en begränsad och en standardutgåva den 3 september 2003. Den begränsade utgåvan trycktes endast i 9 000 exemplar och inkluderade förutom CD:n en DVD med intervjuer med bandmedlemmarna. De första 4 000 exemplaren av standardutgåvan innehöll dessutom en bonus-CD med ett spår. Zekuu är MUCC:s debutalbum för Universal Music och markerar bandets verkliga genombrott i Japan. Skivan sålde i 9 451 exemplar under första försäljningsveckan och nådde som högst en sjuttondeplats på Oricons albumstopplista.
I maj 2006 släpptes skivan även i Europa av det tyska skivbolaget Gan-Shin. Den europeiska utgåvan utökades med två stycken bonusspår, "Ieji" och "Hakanakutomo", varav det första tidigare endast varit tillgängligt på den begränsade singeln Aoban.

## Låtlista
1. "Shinsou" (心奏)
2. "Bouzenjishitsu" (茫然自失)
3. "Waga, arubeki basho" (我、在ルベキ場所) – släppt som singel, se Waga, arubeki Basho
4. "Shougyou shisoukyoujidai kouseikyoku (Heiseihan)" (商業思想狂時代考偲曲（平成版）)
5. "Hikanshugisha ga warau" (悲観主義者が笑う)
6. "Shishite katamari" (死して塊)
7. "Soushin no koe" (双心の声)
8. "1979"
9. "Nagekidori to doukebito" (嘆き鳥と道化人)
10. "Kono sen to sora" (この線と空)
11. "9gatsu 3ka no kokuin" (９月３日の刻印)
12. "Ranchuu" (蘭鋳)
13. "Ieji" (家路)* – från singeln Aoban
14. "Hakanakutomo" (儚くとも)* – från singeln Waga, arubeki Basho

* Endast på den europeiska utgåvan.

### Bonus-CD
Medföljde endast de 4 000 första exemplaren av standardutgåvan
1. "Aoki haru" (青き春)

### Bonus-DVD
Endast med den begränsade utgåvan
"MUCC special DVD" (speltid ca 30 minuter)